# سنجينسك
سنجينسك (بالروسية: Снежинск) هي إحدى مدن روسيا في الكيان الفدرالي الروسي تشيليابينسك أوبلاست.